# Inés Bacán
Inés Bacán Peña (Lebrija; 14 de diciembre de 1952) es cantaora gitana de flamenco.

## Biografía
Su madre Ana Peña Vargas "del Pelao" y su padre, Sebastián Peña Peña “Bastián Bacán” de la familia “Pinini”. Hermana del guitarrista flamenco Pedro Bacán quien será su mentor.
Sus comienzos profesionales públicos fueron en la grabación de los discos “Noches gitanas en Lebrija” producido y dirigido por su hermano Pedro Bacán en 1990. Cautiva cantando por cantiñas de Pinini,  Soleas y Seguiriyas, siendo la seguiriya el palo con el que más se identifica.
En 1997 fallece su hermano y maestro, Pedro Bacán lo que marcará la carrera profesional de Inés comenzando su andadura en solitario con participaciones y colaboraciones en peñas, festivales, discos y continuas salidas al extranjero.
Ha actuado en los principales festivales flamencos mundiales:
- Festival Flamenco de Mont de Marsans 2003
- Festival Flamenco de Jerez 2010
- Festival Flamenco de Nimes 2012
- XXI Palma de Plata Ciudad de Algeciras 2013
- Caracolá Lebrijana en muchas de sus ediciones, la última en 2014
- Bienal de Flamenco de Sevilla 2010 y 2014
Ha colaborado con artistas de la talla de Curro Malena, El Lebrijano, Tomas de Perrate, Dorantes, Israel Galván, Moraito Chico, Concha Vargas, Jose Valencia, Funi, entre otros.

## Discografía
- 1990 Noches gitanas en Lebrija
- 1995 De viva voz
- 1996 participa en el directo de su hermano Marisma
- 1998 Soledad Sonora con guitarra de Moraito Chico
- 2003 Pasión
- 2017 Serrana con Pedro Soler a la guitarra y el violonchelo de Gaspar Klaus

## Colaboraciones
- 2009 En el disco "Orobroy" de David Dorantes, Nana de los Luceros interpretada por Inés Bacán

## Filmografía
- Pedro Bacan et le Clan des Pinini (Pedro Bacan y la familia Pinini) de Carole Fierz[14]
- Ines, ma Soeur (Inés Hermana mía) de Carole Fier,[14] que fue seleccionada para el Festival de Cine de París en Beaubourg y el Festival Internacional de Lisboa.

## Premios
- XXVII Palma de Plata Ciudad de Algeciras